# Héctor Giménez Silvera
Héctor Horacio Giménez Silvera (Montevideo, 29 de abril de 1975) es un exfutbolista uruguayo naturalizado mexicano que ocupaba la posición de delantero. Jugó su última temporada en la extinta Liga de Ascenso MX con el Altamira FC.

## Trayectoria
Su carrera la empezó jugando en su país natal con el Danubio FC aunque la mayor parte de su trayectoria la ha hecho en México en las categorías de primera división y liga de ascenso, llegó a México con Gallos de Aguascalientes siendo referente en el ataque siendo el máximo anotador del club y consiguió el campeonato de goleo con 16 goles.
Tiene el honor de haber anotado el primer gol en la historia del Estadio Carlos Gonzalez y Gonzalez de Dorados de Sinaloa.

### Clubes
| Club                      | País                | Año         | Partidos | Goles | Media |
| ------------------------- | ------------------- | ----------- | -------- | ----- | ----- |
| Danubio F.C.              | Uruguay             | 1998 - 2000 | _____    | _____ | _____ |
| Gallos de Aguascalientes  | México              | 2000 - 2001 | 45 28    | 0.51  |       |
| Atlético Mexiquense       | México              | 2001 - 2003 | 69       | 47    | 0.55  |
| Deportivo Toluca (Cárnet) | México              | 2002        | 2        | 1     | 0.5   |
| Dorados de Sinaloa        | México              | 2004        | 30       | 38    | 0.63  |
| San Luis F.C.             | México              | 2004 - 2005 | 55       | 28    | 0.42  |
| Correcaminos de la UAT    | México              | 2006        | 19       | 3     | 0.16  |
| Dorados de Sinaloa        | México              | 2006 - 2007 | 16       | 4     | 0.25  |
| Club Necaxa               | México              | 2007        | 32       | 11    | 0.28  |
| Dorados de Sinaloa        | México              | 2008        | 10       | 3     | 0.2   |
| C.F. Indios               | México              | 2009 - 2010 | 31       | 11    | 0.23  |
| Guerreros F.C.            | México              | 2010        | 15       | 10    | 0.53  |
| Club León                 | México              | 2011        | 11       | 3     | 0.27  |
| Club Necaxa               | México              | 2011        | 9        | 0     | 0     |
| Altamira F.C.             | México              | 2012        | 12       | 8     | 0.5   |
| Total en su carrera       | Total en su carrera | 1998 - 2012 | 356      | 146   | 0.41  |

## Estadísticas

### Clubes
| Gallos de Aguascalientes · México                                                                                       |                         |                         |     |     |   |   |   |    |     |      |      |
| 2ª | 2000-01                 | 45                      | 23  | -   | - | - | - | 45 | 23  | 0.51 |      |
| Total club | Total club              | 45                      | 23  | -   | - | - | - | 45 | 23  | 0.51 |      |
| Atlético Mexiquense · México                                                                                            |                         |                         |     |     |   |   |   |    |     |      |      |
| 2ª | 2001-02                 | 40                      | 27  | -   | - | - | - | 40 | 27  | 0.68 |      |
| 2ª | 2002-03                 | 29                      | 11  | -   | - | - | - | 29 | 11  | 0.38 |      |
| Total club | Total club              | 69                      | 38  | -   | - | - | - | 69 | 38  | 0.55 |      |
| Deportivo Toluca · México                                                                                               |                         |                         |     |     |   |   |   |    |     |      |      |
| 1ª | 2002-03                 | -                       | -   | 2   | 1 | - | - | 2  | 1   | 0.5  |      |
| Total club | Total club              | -                       | -   | 2   | 1 | - | - | 2  | 1   | 0.5  |      |
| Dorados de Sinaloa · México                                                                                             |                         |                         |     |     |   |   |   |    |     |      |      |
| 2ª | 2003-04                 | 30                      | 19  | -   | - | - | - | 30 | 19  | 0.63 |      |
| 2ª | 2006-07                 | 16                      | 4   | -   | - | - | - | 16 | 4   | 0.25 |      |
| 2ª | 2008-09                 | 10                      | 2   | -   | - | - | - | 10 | 2   | 0.2  |      |
| Total club | Total club              | 56                      | 25  | -   | - | - | - | 56 | 25  | 0.45 |      |
| San Luis F.C. · México                                                                                                  |                         |                         |     |     |   |   |   |    |     |      |      |
| 2ª | 2004-05                 | 40                      | 21  | -   | - | - | - | 40 | 21  | 0.53 |      |
| 1ª | 2005-06                 | 15                      | 2   | -   | - | - | - | 15 | 2   | 0.13 |      |
| Total club | Total club              | 55                      | 23  | -   | - | - | - | 55 | 23  | 0.42 |      |
| Correcaminos U.A.T. · México                                                                                            |                         |                         |     |     |   |   |   |    |     |      |      |
| 2ª | 2005-06                 | 19                      | 3   | -   | - | - | - | 19 | 3   | 0.16 |      |
| Total club | Total club              | 19                      | 3   | -   | - | - | - | 19 | 3   | 0.16 |      |
| I.D. Necaxa · México |                         |                         |     |     |   |   |   |    |     |      |      |
| 1ª | 2006-07                 | 9                       | 5   | 3   | 0 | 7 | 0 | 19 | 5   | 0.26 |      |
| 1ª | 2007-08                 | 13                      | 4   | -   | - | - | - | 13 | 4   | 0.31 |      |
| 2ª | 2011-12                 | 9                       | 0   | -   | - | - | - | 9  | 0   | 0    |      |
| Total club | Total club              | 31                      | 9   | 3   | 0 | 7 | 0 | 41 | 9   | 0.22 |      |
| C.F. Indios · México |                         |                         |     |     |   |   |   |    |     |      |      |
| 1ª | 2008-09                 | 11                      | 3   | -   | - | - | - | 11 | 3   | 0.27 |      |
| 1ª | 2009-10                 | 20                      | 4   | -   | - | - | - | 20 | 4   | 0.2  |      |
| Total club | Total club              | 31                      | 7   | -   | - | - | - | 31 | 7   | 0.23 |      |
| Guerreros F.C. · México                                                                                                 |                         |                         |     |     |   |   |   |    |     |      |      |
| 2ª | 2010-11                 | 15                      | 8   | -   | - | - | - | 15 | 8   | 0.53 |      |
| Total club | Total club              | 15                      | 8   | -   | - | - | - | 15 | 8   | 0.53 |      |
| C. León · México |                         |                         |     |     |   |   |   |    |     |      |      |
| 2ª | 2010-11                 | 11                      | 3   | -   | - | - | - | 11 | 3   | 0.27 |      |
| Total club | Total club              | 11                      | 3   | -   | - | - | - | 11 | 3   | 0.27 |      |
| Altamira F.C. · México                                                                                                  |                         |                         |     |     |   |   |   |    |     |      |      |
| 2ª | 2011-12                 | 12                      | 6   | -   | - | - | - | 12 | 6   | 0.5  |      |
| Total club | Total club              | 12                      | 6   | -   | - | - | - | 12 | 6   | 0.5  |      |
| Total carrera en México                                                                                                 | Total carrera en México | Total carrera en México | 344 | 145 | 5 | 1 | 7 | 0  | 356 | 146  | 0.41 |
| (1)Incluye datos de la Pre Pre Libertadores (2002) e InterLiga (2007). (2)Incluye datos de la Copa Libertadores (2007). |                         |                         |     |     |   |   |   |    |     |      |      |